# Vansjön, Dalarna
Vansjön är en sjö i Avesta kommun i Dalarna och ingår i Norrströms huvudavrinningsområde. Sjön har en area på 0,455 kvadratkilometer och ligger 94 meter över havet. Sjön avvattnas av vattendraget Häggebäcken. Vid provfiske har en stor mängd fiskarter fångats, bland annat abborre, björkna, braxen och gers.

## Delavrinningsområde
Vansjön ingår i det delavrinningsområde (666066-152301) som SMHI kallar för Mynnar i Prästhytteån. Medelhöjden är 96 meter över havet och ytan är 22,35 kvadratkilometer. Det finns inga avrinningsområden uppströms utan avrinningsområdet är högsta punkten. Häggebäcken som avvattnar avrinningsområdet har biflödesordning 4, vilket innebär att vattnet flödar genom totalt 4 vattendrag innan det når havet efter 189 kilometer. Avrinningsområdet består mestadels av skog (56 procent) och jordbruk (25 procent). Avrinningsområdet har 0,45 kvadratkilometer vattenytor vilket ger det en sjöprocent på 2 procent.

## Fisk
Vid provfiske har följande fisk fångats i sjön:
- Abborre
- Björkna
- Braxen
- Gärs
- Gädda
- Karpfisk obestämd
- Löja
- Mört
- Ruda
- Sutare